# Спитігнєв I
Спитігнєв I (*Spytihněv I бл. 875  —915) — князь Богемії у 894—915 роках.

## Життєпис
Походив з династії Пржемисловичів. Син Боривоя I, князя Богемії, і Людмили зі Псову. Спитігнев став князем чехів після смерті батька, або після смерті його сюзерена Святоплука Великоморавського у 894 році. У цей час Велику Моравію атакували угорці.
У 895 році Спитігнев I повстав проти Великоморавської держави і визнав себе васалом імператора Арнульфа Каринтійського на рейхстазі в Регенсбурзі. Пізніше уклав союз з маркграфом Луітпольдом Баварським і разом з ним воював проти моравів. Розраховуючи на підтримку баварців в боротьбі з угорцями, Спитігнєв I сприяв поширенню в Чехії франкської культури і прийняв хрещення від баварських місіонерів.
Переніс столицю з Леві Градеца до Празького граду. Оточив останній потужними оборонними спорудами. Такі самі споруди звів на межах своїх володінь — Тетін, Лібушин, Будеч, Мелнік, Стара-Болеслав і Лштені. Помер у 915 році. Владу успадкував його молодший брат Вратислав.